# نظام تتبع استغلال الأطفال
نظام تتبع استغلال الأطفال (CETS) هو حل يستند إلى برمجيات Microsoft يساعد في إدارة وربط القضايا العالمية المتعلقة بحماية الطفل. تم تطوير CETS بالتعاون مع تطبيق القانون في كندا. تديرها الشراكة الفضفاضة بين مايكروسوفت ووكالات إنفاذ القانون، CETS يقدم أدوات لجمع وتبادل الأدلة والمعلومات حتى يتمكنوا من تحديد ومنع ومعاقبة أولئك الذين يرتكبون جرائم ضد الأطفال.

## شراكة CETS
في عام 2003، قام الباحث الرقيب بول غيليسبي، المسؤول عن قسم استغلال الأطفال في وحدة الجرائم الجنسية في دائرة شرطة تورونتو، بتقديم طلب إلى بيل غيتس، الرئيس التنفيذي ورئيس المهندسين في شركة مايكروسوفت في ذلك الوقت، للمساعدة في هذه القضايا. وتشارك الوكالات التي لها خبرة في تتبع وإلقاء القبض على مرتكبي مثل هذه الجرائم في التصميم والتنفيذ والسياسة. الحل اللازم لمساعدة وكالات إنفاذ القانون من نقطة الكشف الأولية، من خلال مرحلة التحقيق، إلى توقيف المجرم ومحاكمته وإدانته. بالإضافة إلى ذلك، كان من المحتم أن يلتزم الحل بالحقوق القائمة والحريات المدنية لمواطني الدول المختلفة. تضمن ذلك المتبقي مستقلًا عن حركة مرور الإنترنت وأي كمبيوتر مستخدم فردي. وأخيراً، يجب أن يكون هذا الحل عالمي الطابع ويمكّن التعاون بين الأمم والوكالات.
من أجل زيادة فعالية المحققين في جميع أنحاء العالم، سيسمح هذا النظام لجهات إنفاذ القانون بما يلي:
- جمع أدلة على استغلال الأطفال عبر الإنترنت تجمعها عدة وكالات لإنفاذ القانون.
- تنظيم وتخزين المعلومات بأمان وبشكل آمن.
- البحث في قاعدة بيانات المعلومات.
- تبادل المعلومات بشكل آمن مع وكالات أخرى، عبر الولايات القضائية.
- تحليل المعلومات وتقديم المباريات ذات الصلة.
- الالتزام بمعايير صناعة البرمجيات العالمية.
- الشراكات إنفاذ القانون في جميع أنحاء العالم

- يستخدم عدد من وكالات إنفاذ القانون أو تستخدم أداة CETS ، وهي تشمل:

أستراليا: مركز الجريمة التقنية العالية
البرازيل: الشرطة الاتحادية
كندا: شرطة الخيالة الكندية الملكية، ووحدة شرطة تورونتو لخدمات الجريمة الجنسية، و 26 من خدمات الشرطة الكندية الأخرى
تشيلي: شرطة التحقيقات الوطنية
اندونيسيا: الشرطة الوطنية
إيطاليا: وزارة الداخلية والشرطة البريدية
رومانيا: الشرطة الوطنية
اسبانيا: وزارة الداخلية
المملكة المتحدة: استغلال الأطفال والحماية
المباشرة لقيادة الوكالة الوطنية لمكافحة الجريمة.
الولايات المتحدة: وزارة الأمن الداخلي ومكتب التحقيقات الفيدرالي
في التخطيط بولندا والأرجنتين والإمارات العربية المتحدة
كانت جرائم استغلال الأطفال مشكلة متزايدة مع تقدم التكنولوجيا. نظام التتبع لديه نسبة نجاح مؤكدة مما جلب العديد من أولئك الذين ينتهكون القانون إلى العدالة. ساهمت شركة مايكروسوفت في إنشاء تقنية NCMEC التي عززت تطوير نظام يقوم بإلقاء القبض على المجرمين بالإضافة إلى إزالة الصور المسيئة. «قامت Microsoft بتطبيق PhotoDNA على خصائصها الخاصة على الإنترنت بما في ذلك Bing و SkyDrive و Hotmail ، والتي نتج عنها بالفعل تحديد آلاف الصور الإباحية للأطفال والإبلاغ عنها وإزالتها» (Microsoft ، 2013).Microsoft. «جرائم استغلال الأطفال.» مايكروسوفت. N.p. 2013. Web. لقد كانت Microsoft مساهمًا كبيرًا في جهود المراقبة عبر الإنترنت التي حطمت جدران إخفاء الهوية عبر الإنترنت.